# Pinnaspis minima
Pinnaspis minima är en insektsart som först beskrevs av Green 1908.  Pinnaspis minima ingår i släktet Pinnaspis och familjen pansarsköldlöss. Inga underarter finns listade i Catalogue of Life.